# Kloster Heilig Geist (Eichstätt)

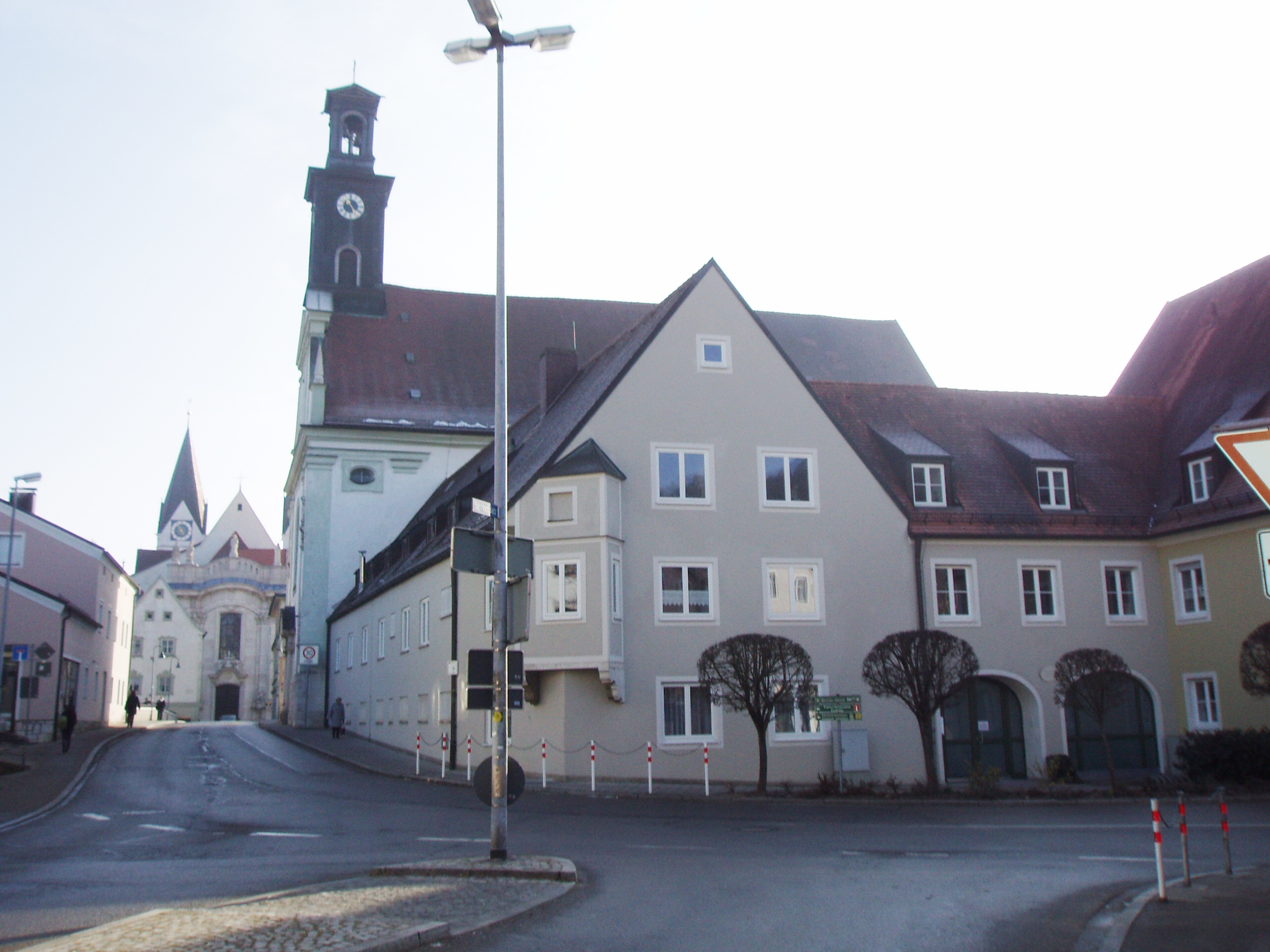
Das Spital heute

Das Kloster Heilig Geist ist ein ehemaliger Bruderschaftskonvent in Eichstätt in Bayern in der Diözese Eichstätt.

## Geschichte

### Vorgänger
Die früheste Kunde von einem Eichstätter Spital stammt aus der Regierungszeit des Bischofs Odalfried 912 bis 933. Die bischöfliche Einrichtung lag wohl innerhalb der Domimmunität. Neben dieses Domspital trat 1194 als Stiftung des Dompropstes Walbrun ein Fremden- und Pilgerspital im östlichen Vorfeld der Stadt, das 1216 nicht mehr existierte. Für die Leprosen der Kreuzfahrerzeit wurde im 12./13. Jahrhundert ein weiteres Spital außerhalb der Stadt gegründet, und zwar im Leprosental, heute Rosental. Der „Siechhof St. Lazarus“ ist ebenfalls eine Isolationseinrichtung, ein Pest- oder Sondersiechenhaus, 1346 gegründet. 1216 findet ein Spital der Augustinerchorherren in Rebdorf oberhalb der Bischofsstadt Erwähnung, das sicherlich nur intern genutzt wurde.

### Bruderschaftsspital

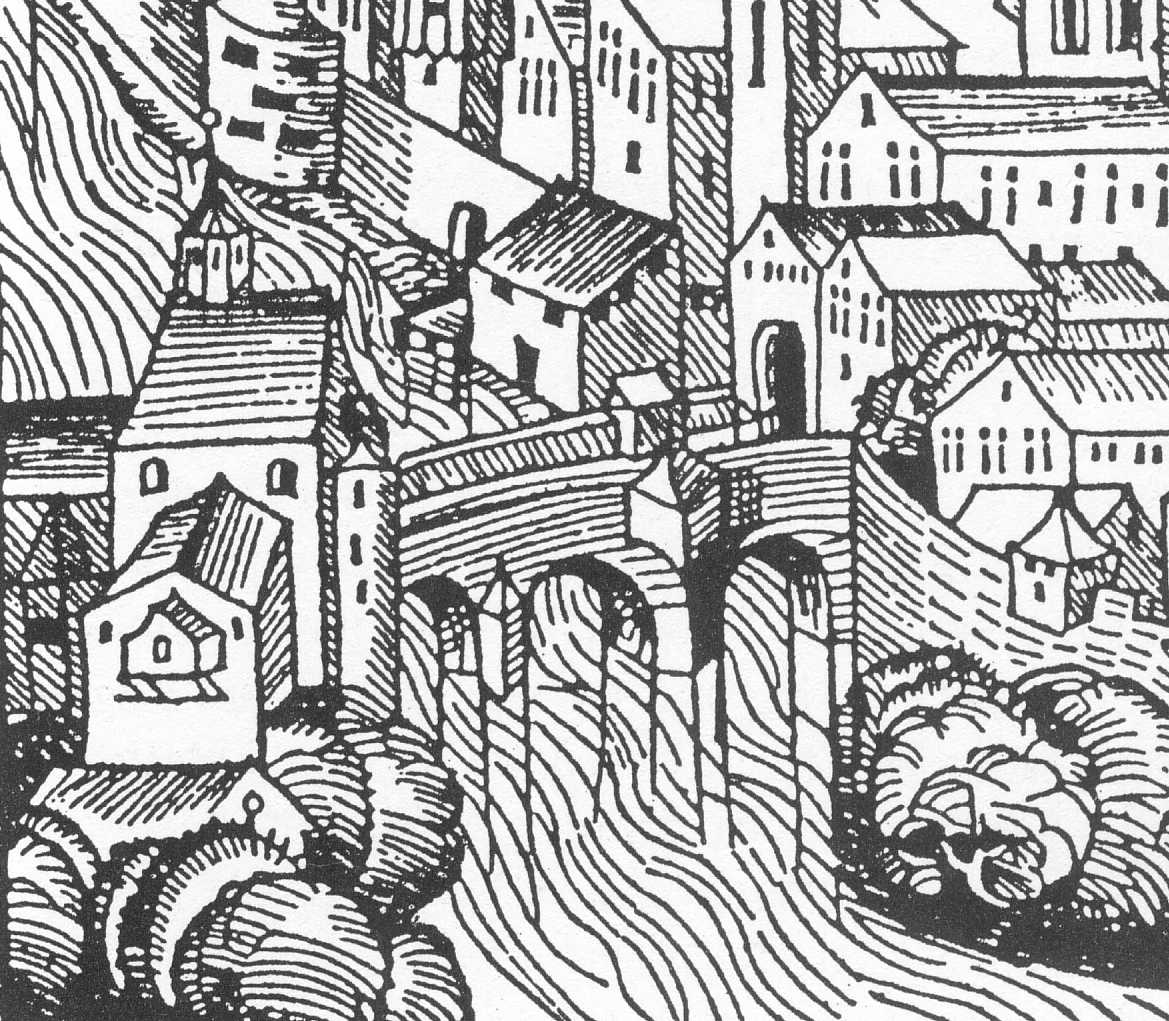
Älteste Darstellung des Heilig-Geist-Spitals Eichstätt aus der Schedel’schen Weltchronik, um 1493 (links, Gebäude mit Spitalkirche)

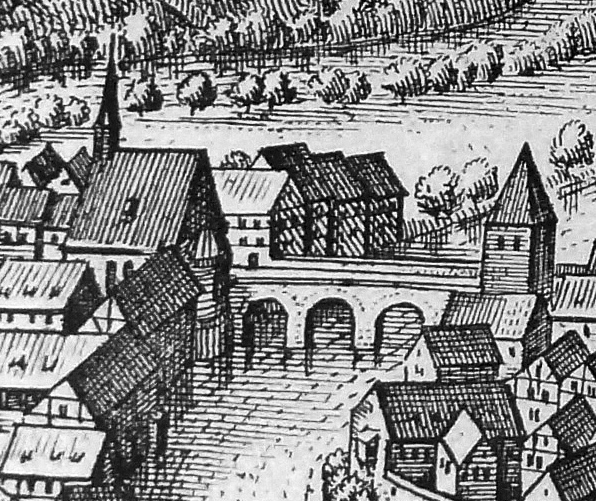
Heilig-Geist-Spital 1627 von Matthias Merian

Die Versorgungslücke in der Stadt wurde um 1254 durch eine Stiftung von Graf Gebhard VI. (1245–1276) von Hirschberg und seiner Gemahlin Sophie († 1289) geschlossen. Hierfür tauschte der Graf südwestlich der Stadt an der Altmühl, wo eine unter Bischof Gundekar II. (reg. 1057–75) errichtete steinerne Brücke, später „Spitalbrücke“ genannt, den Fluss überquerte, die erforderlichen Liegenschaften vom Domkapitel ein.
Betrieben wurde es von einem bruderschaftlichen Konvent. Bischof Heinrich IV. Graf von Württemberg (reg. 1247–1259) erließ hierfür eine wohl von einem Laien abgefasste Regel, die an die Regel des 1198 von Guido von Montpellier gegründeten Ordens der Hospitaliter vom Heiligen Geist und an die Regel der Johanniter angelehnt war. Das Spital war nur dem Bischof unterstellt. Aufgabe von Priestern, Laienbrüdern und -schwestern, die den Konvent bildeten und Keuschheit, Armut und Gehorsam gelobten, war die Pflege von Kranken in einem Krankengebäude und – für schwerere Fälle – in einem Siechenhaus. Geleitet wurde der Konvent von einem von den Brüdern gewählten (Laien-)Meister, der weitgehende Vollmachten hatte; den Schwestern und Mägden stand eine Meisterin vor, die ihrerseits dem Meister unterstand. Angeschlossen war eine Tertiar-Bruderschaft, deren Mitglieder keine Gelübde ablegen mussten. Dem Meister stand ein Bruderbeirat zur Seite. Der Konvent verfügte über ein Konventhaus der Brüder mit Kapitelsaal, wo wöchentlich das Kapitel abgehalten wurde, mit Refektorium, Schlaf- und anderen Räumen. Die Schwestern hatten ein eigenes Konventhaus, wo auch die Mägde wohnten. Im Juli 1296 macht die Zunft der Schuster und Gerber mit 20 Pfd. Haller eine Stiftung an das Spital für ein Bett, das für bedürftige Mitglieder der Zunft vorgehalten wird. An dieser Originalurkunde hängen das älteste Siegel der Stadt Eichstätt und das älteste vollständige Siegel des Spitals.
Ende des 13. Jahrhunderts begann die Entwicklung vom Krankenspital hin zum Altenspital; Handwerksinnungen, im 15. Jahrhundert auch Privatleute, kauften Plätze im Spital oder stifteten Pfründenstellen. Allmählich änderte sich auch die bruderschaftliche Konventsstruktur. So ist in einer Spitalurkunde von 1391 nicht mehr von einem Meister, sondern von einem Domherrn als Oberspitalmeister die Rede, während der Unterspitalmeister noch ein Laie sein konnte, der aber dem Konvent nicht mehr angehörte. Die Selbständigkeit des Spitals war demnach im Laufe der Zeit an das Domkapitel, das in Eichstätt die Stelle der Stadtverwaltung einnahm, abgetreten worden. Wann das Spital seinen Ordenscharakter endgültig aufgegeben hat, muss offenbleiben. Jedenfalls wurde es nie ein Bürgerspital, sondern blieb immer eine bischöfliche Einrichtung.
1452 wurden die Spitalgebäude und die Kirche unter Bischof Johann III. von Eych (reg. 1445–1464) durch einen Neubau ersetzt. Wohl bald nach 1592 löste sich der Konvent auf, so dass die Klostertradition „Heilig-Geist“ in Eichstätt zu Ende ging. Das Spital existierte jedoch weiter.

### Zerstörung und Wiederaufbau

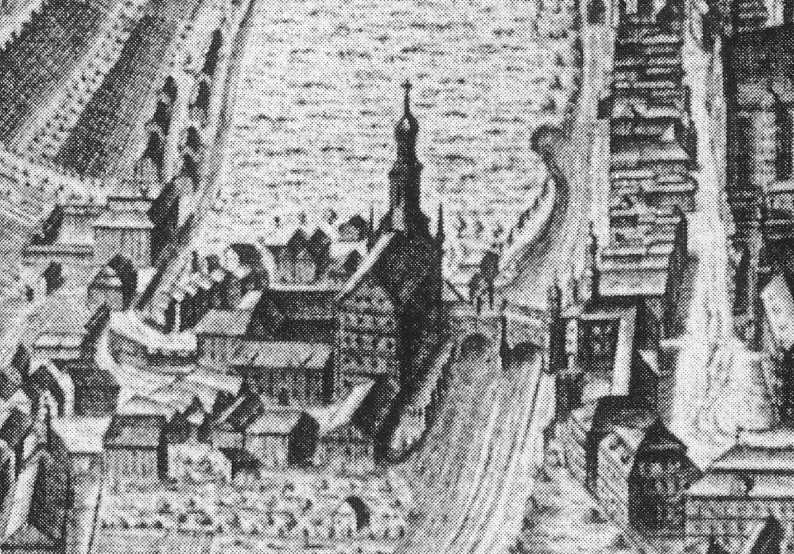
Heilig-Geist-Spital Eichstätt (links) aus einem Hochstiftskalender von 1758, gezeichnet von Maurizio Pedetti

1633/34 wurde die Anlage samt der gotischen Kirche durch die Schweden zerstört. Das Spital wurde unter Bischof Marquard II. Schenk von Castell 1660, die Kirche unter Bischof Johann Martin von Eyb (reg. 1697–1704) von 1698 bis 1701 von Jakob Engel im Barockstil neu gebaut. Hierzu errichtete von Eyb eine noch heute bestehende Stiftung. In späterer Zeit ging die Verwaltung der Spitalstiftung in städtische Hände über. 1729 baute im Auftrag von Gabriel de Gabrieli dessen Parlier Johann Rigalia der Jüngere an den Gebäuden.

### Vom 19. Jahrhundert bis zur Gegenwart
1833/34 musste der sich neigende Kirchturm neu gebaut werden. 1886 wurde an die Kirche ein viergeschossiger Anbau unter Nachahmung der Engel'schen Fassadengestaltung errichtet. 1899 wurde zur Bahnlinie hin ein Neubau hinzugefügt. 1886–1996 leiteten die Franziskanerinnen vom Mutterhaus Maria Stern in Augsburg das Spital und betreuten die Senioren. In den 1960er und 70er Jahren wurden Umbau- und Neubaumaßnahmen vorgenommen. In jüngster Zeit entstand auf dem Spitalgelände zur Bundesstraße 13 hin ein Neubau mit Pflegeplätzen.